# Liste der Harburger Bürgermeister
Die Liste der Harburger Bürgermeister beginnt mit dem ersten bekannten Amtsinhaber 1470. Sie umfasst ergänzend auch die Oberbürgermeister von Harburg-Wilhelmsburg.
Bereits im Jahr 1297 erhielt die Siedlung Harburg das Stadtrecht. Ihr Magistrat bestand, soweit urkundlich überliefert, anfangs aus zwei Bürgermeistern und zwei Ratmännern oder Ratsherren.
Die 1755 geschaffene Stelle eines dritten Bürgermeisters diente lediglich der Unterstützung des kranken Amtsinhabers Riepenhausen und erlosch mit dessen bald darauf erfolgtem Tod.
1796 wurde eine Bürgermeisterstelle nicht erneut besetzt, aber immer wieder interimistisch durch den Syndicus verwaltet. 1871 übernahm erstmals ein Oberbürgermeister das höchste Amt, seit 1903 durchgängig. Ihm stand ab 1926 (wieder) ein (zweiter) Bürgermeister zur Seite.

## Stadt Harburg
| 1. April 1470 erwähnt               | Henneke Langhe                                                  |                                                                 |                                                                  |
| 15. April 1503 erwähnt              | Hans Vos                                                        | 15. April 1503 erwähnt                                          | Arndt Scapescop                                                  |
| 19. März 1533 erwähnt               | Hans Bydergeist                                                 |                                                                 |                                                                  |
| 16. Mai 1566 erwähnt                | Marcus Schullenfenger                                           |                                                                 |                                                                  |
| 1569 und 10. August 1571 erwähnt    | Marcus Goldtschmidt                                             | 1569 und 10. August 1571 erwähnt                                | Lüthke Haversadt                                                 |
| 24. August 1581 erwähnt             | Hans Eppen                                                      |                                                                 |                                                                  |
| vor 2. März 1599 – ?                | Hans Goldtschmidt                                               | vor 2. März 1599 – ?                                            | Bartold vom Lho                                                  |
| 1615/16 – 17. November 1623         | Hans Schmedes                                                   | Januar/Februar 1610 – Mai/Juni 1622                             | Tewes Wieger                                                     |
| 21. November 1623 – 1625            | Christoffer Jantzen                                             | 21. November 1623 – 1623/24                                     | Jochim I Meyer                                                   |
| 1627/29 – 1632                      | Hans Reinhart                                                   | 24. Februar 1624 – 1645                                         | Clawes Richers                                                   |
| 1635/36 – 1649                      | Peter Rosenbruch                                                | 24. Februar 1624 – 1645                                         | Clawes Richers                                                   |
| 1650 – 1676/77                      | Hermann Schröder                                                | 1646/47 – 1668                                                  | Christoffer Reinhart                                             |
| 1650 – 1676/77                      | Hermann Schröder                                                | 1668/69 – 1675                                                  | Hinrich Eppen                                                    |
| 1676/77 – 1688                      | Dietrich Schmidt                                                | 1675/77 – nach 24. November 1686                                | Michael Kayser                                                   |
| 1688/89 – 1693                      | Ludolf Krebs                                                    | 1687/89 – 1707                                                  | Hinrich Winckelmann                                              |
| 19. August 1695 – 1705              | Christian Stephan Tessmer                                       | 1687/89 – 1707                                                  | Hinrich Winckelmann                                              |
| Juli/August 1707 – 1715             | Thomas II Vahlenkampff                                          | März/Mai 1707 – 1722                                            | Cornelius Rimpau                                                 |
| 16. Dezember 1715 – 1720            | Johann Schultze                                                 | März/Mai 1707 – 1722                                            | Cornelius Rimpau                                                 |
| 15. Juni 1720 – 14. Februar 1748    | Johann Heinrich Bartels                                         | 7. November 1722 – 4. April 1736                                | Heinrich Friedrich Huth                                          |
| 15. Juni 1720 – 14. Februar 1748    | Johann Heinrich Bartels                                         | 2. Oktober 1736 – 9. Mai 1746                                   | Nicolaus Wismer                                                  |
| 27. Juni 1748 – 7. September 1760   | Johann Martin Luther                                            | 3. September 1746 – 23. Mai 1755                                | Christian Wilhelm Riepenhausen                                   |
| 27. Juni 1748 – 7. September 1760   | Johann Martin Luther                                            | 5. April 1755 – ?                                               | Hiob Hansing (kurzzeitig 3. Bürgermeister)                       |
| 27. Juni 1748 – 7. September 1760   | Johann Martin Luther                                            | 28. Oktober 1756 – 5. Mai 1758                                  | Carl Wilhelm Horn                                                |
| 2. Juni 1761 – 29. März 1793        | Joachim Hieronymus Röhrs                                        | 10. Februar 1759 – 16. August 1778                              | Nicolaus Meyer                                                   |
| 2. Juni 1761 – 29. März 1793        | Joachim Hieronymus Röhrs                                        | 10. November 1778 – 15. Dezember 1783                           | Conrad Carl Christian Denecke                                    |
| 2. Juni 1761 – 29. März 1793        | Joachim Hieronymus Röhrs                                        | 17. Januar 1784 – 1. Mai 1784                                   | Georg Wilhelm Müller                                             |
| 2. Juni 1761 – 29. März 1793        | Joachim Hieronymus Röhrs                                        | 18. Mai 1784 – 1790                                             | Johann Gottlieb Hansing                                          |
| 2. Juni 1761 – 29. März 1793        | Joachim Hieronymus Röhrs                                        | 4. September 1756 – 9. Oktober 1790                             | Hiob Hansing (Syndicus und titulierter Bürgermeister)            |
| 2. Juni 1761 – 29. März 1793        | Joachim Hieronymus Röhrs                                        | 11. Oktober 1790 – ?                                            | Johann Gottlieb Hansing (Syndicus und titulierter Bürgermeister) |
| 2. Mai 1793 – 1. März 1794          | Johann Dietrich Glave                                           | 27. November 1790 – 27. Oktober 1796                            | Ernst Georg Siegmund von der Hude                                |
| 3. April 1794 – 1810                | Hinrich Engelhard Hansing                                       | 14. November 1796 – 1810                                        | Johann Gottlieb Hansing (Syndicus und Bürgermeister ad interim)  |
| 23. September 1810 –                | Hinrich Engelhard Hansing (Maire-adjoint)                       | 23. September 1810 –                                            | Joachim Harmens (Maire-adjoint)                                  |
| 23. September 1810 – Mai 1811       | Johann Gottlieb Hansing (Canton-Maire)                          | Johann Gottlieb Hansing (Canton-Maire)                          | Johann Gottlieb Hansing (Canton-Maire)                           |
| Juni 1811 – 27. März 1813           | Eberhard Gottlieb Georg Heise (Canton-Maire)                    | Eberhard Gottlieb Georg Heise (Canton-Maire)                    | Eberhard Gottlieb Georg Heise (Canton-Maire)                     |
| 1813 – 1814                         | Hinrich Engelhard Hansing (Maire)                               | Hinrich Engelhard Hansing (Maire)                               | Hinrich Engelhard Hansing (Maire)                                |
| 29. April 1814 – 20. Oktober 1826   | Hinrich Engelhard Hansing (Bürgermeister)                       | Hinrich Engelhard Hansing (Bürgermeister)                       | Hinrich Engelhard Hansing (Bürgermeister)                        |
| 1826 – 1827                         | Joachim Harmens (titulierter Bürgermeister)                     | Joachim Harmens (titulierter Bürgermeister)                     | Joachim Harmens (titulierter Bürgermeister)                      |
| 29. April 1814 – 5. Oktober 1835    | Johann Gottlieb Hansing (Syndicus und [ab 1827?] Bürgermeister) | Johann Gottlieb Hansing (Syndicus und [ab 1827?] Bürgermeister) | Johann Gottlieb Hansing (Syndicus und [ab 1827?] Bürgermeister)  |
| 2. November 1835 – 25. Februar 1855 | Johann Friedrich August Bahr (Bürgermeister)                    | Johann Friedrich August Bahr (Bürgermeister)                    | Johann Friedrich August Bahr (Bürgermeister)                     |
| 12. Juli 1855 – 27. Oktober 1871    | Friedrich Wilhelm August Grumbrecht (Bürgermeister)             | Friedrich Wilhelm August Grumbrecht (Bürgermeister)             | Friedrich Wilhelm August Grumbrecht (Bürgermeister)              |
| 27. Oktober 1871 – 10. Januar 1883  | Friedrich Wilhelm August Grumbrecht (Oberbürgermeister)         | Friedrich Wilhelm August Grumbrecht (Oberbürgermeister)         | Friedrich Wilhelm August Grumbrecht (Oberbürgermeister)          |
| 6. März 1883 – 28. Juli 1885        | Wilhelm Ernst Carl August Schorcht (Bürgermeister)              | Wilhelm Ernst Carl August Schorcht (Bürgermeister)              | Wilhelm Ernst Carl August Schorcht (Bürgermeister)               |
| 1. Dezember 1885 – 1888             | Julius Hermann Ludowieg (Bürgermeister)                         | Julius Hermann Ludowieg (Bürgermeister)                         | Julius Hermann Ludowieg (Bürgermeister)                          |
| 1888 – 1. November 1899             | Julius Hermann Ludowieg (Oberbürgermeister)                     | Julius Hermann Ludowieg (Oberbürgermeister)                     | Julius Hermann Ludowieg (Oberbürgermeister)                      |
| 18. Dezember 1899 – 4. Juli 1903    | Heinrich Denicke (Bürgermeister)                                | Heinrich Denicke (Bürgermeister)                                | Heinrich Denicke (Bürgermeister)                                 |
| 4. Juli 1903 – 31. Dezember 1924    | Heinrich Denicke (Oberbürgermeister)                            | Heinrich Denicke (Oberbürgermeister)                            | Heinrich Denicke (Oberbürgermeister)                             |
| 2. Januar 1925 – 1. Juli 1927       | Walter Dudek (Oberbürgermeister)                                | 5. Februar 1926 – 1. Juli 1927                                  | Edzard Dyes (Syndicus und Bürgermeister)                         |

Am 1. Juli 1927 wurde die Stadt mit Wilhelmsburg vereinigt zum Stadtkreis Harburg-Wilhelmsburg.

## Stadt Harburg-Wilhelmsburg
| 1. Juli 1927 – 11. März 1933     | Walter Dudek (Oberbürgermeister)                                                 | 1. Juli 1927 – 30. März 1937                                                     | Edzard Dyes (Bürgermeister)                                                      |
| 11. März – 6. Juni 1933          | Edzard Dyes (kommissarischer Oberbürgermeister)                                  | 1. Juli 1927 – 30. März 1937                                                     | Edzard Dyes (Bürgermeister)                                                      |
| 6. Juni 1933 – 23. Oktober 1933  | Ludwig Bartels (kommissarischer Oberbürgermeister)                               | 1. Juli 1927 – 30. März 1937                                                     | Edzard Dyes (Bürgermeister)                                                      |
| 23. Oktober 1933 – 30. März 1937 | Ludwig Bartels (Oberbürgermeister)                                               | 1. Juli 1927 – 30. März 1937                                                     | Edzard Dyes (Bürgermeister)                                                      |
| 6. April 1937 – 5. Mai 1945      | Wilhelm Drescher (Kreisleiter des Kreises 8 in der Hamburger Gemeindeverwaltung) | Wilhelm Drescher (Kreisleiter des Kreises 8 in der Hamburger Gemeindeverwaltung) | Wilhelm Drescher (Kreisleiter des Kreises 8 in der Hamburger Gemeindeverwaltung) |

Am 1. April 1937 wurde Harburg-Wilhelmsburg in Hamburg eingegliedert.